# William W. Howells
William (Bill) White Howells (* 27. November 1908 in New York City; † 20. Dezember 2005 in Kittery Point, Maine) war ein US-amerikanischer Anthropologe.
Er war als Nachfolger des Rassentheoretikers Earnest Hooton von 1954 bis Ende 1973 Professor für Anthropologie an der Harvard University. In einer Würdigung durch die National Academy of Sciences heißt es, Howells habe wesentlich dazu beigetragen, die Anthropologie von einem mit der typologischen Klassifizierung von „Menschenrassen“ befassten Fachgebiet zu einer bevölkerungsbezogenen Naturwissenschaft fortzuentwickeln.

## Leben
William Howells kam im New Yorker Stadtteil Manhattan zur Welt. Sein Vater war Architekt und sein Großvater väterlicherseits, William Dean Howells, ein bekannter Schriftsteller, Literaturkritiker und Zeitschriftenredakteur. Auch sein Großvater mütterlicherseits, Horace White (1834–1916) war ein bekannter Journalist, Abolitionist sowie Freund und enger Begleiter von Abraham Lincoln im Vorfeld der Präsidentschaftswahl in den Vereinigten Staaten 1860. Als Schüler besuchte William Howells zunächst ein Internat in Aiken (South Carolina) und im Anschluss daran eine private High School, das Internat St. Paul's School, in Concord (New Hampshire). Es folgte ab 1926 ein Studium an der Harvard University, das er drei Jahre später mit einem Bachelor-Grad im Fach Englisch abzuschließen vorhatte. Als er jedoch die ihm sehr lang erscheinende Literaturliste wahrnahm, die er abarbeiten sollte, entschloss er sich kurzfristig zu einem Abschluss im Fach Anthropologie. 1934 erwarb er in der Arbeitsgruppe von Earnest Hooton den Doktorgrad mit einer Studie über The Peopling of Melanesia as Indicated by Cranial Evidence from the Bismarck Archipelago. Im gleichen Jahr wechselte er als Wissenschaftlicher Mitarbeiter ans American Museum of Natural History in New York City, das er 1937 verließ, um zunächst als Assistant Professor und ab 1948 als Full Professor an die University of Wisconsin–Madison tätig zu sein. 1954 wurde er schließlich auf einen Lehrstuhl für Anthropologie an die Harvard University berufen, wo er bis zu seiner Pensionierung blieb. Zuvor hatte er während des Zweiten Weltkriegs von 1943 bis 1946 im Rang eines Leutnants dem Nachrichtendienst der United States Navy angehört.
William Howells war verheiratet mit Muriel Gurdon Seabury, die er während seines Grundstudiums kennengelernt hatte und die bereits im Jahr 2002 verstorben war. Das Paar hatte zwei Kinder.

## Forschung
In seiner unter Hootons Leitung angefertigten Doktorarbeit war Howells weitgehend Hootons typologischer Perspektive gefolgt, anhand von Skeletten – beispielsweise von Kopfformen – diagnostische Merkmale zur Unterscheidung von Menschenrassen zu bestimmen. Jedoch war ihm früh aufgefallen, dass es keine eindeutigen Grenzen (keine diskreten Merkmale) gibt, sondern dass die Unterschiede im Sinne einer Normalverteilung interpretiert werden können. Bestärkt und statistisch unterfüttert wurde dieser Blick auf die Variationsbreite durch den Zugang zu einer Sammlung von 12.000 Schädeln, die ihm ab 1934 am American Museum of Natural History zur Verfügung stand. In Kooperation mit dem jungen Statistiker Harold Hotelling arbeitete Howells sich ab den 1930er-Jahren in die Methoden der Multivariaten Statistik ein und war Ende der 1940er-Jahre der erste Anthropologe, der die Faktorenanalyse auf den Körperbau des Menschen anwandte. Seine Schädelvermessungen und deren statistischen Analysen mündeten in seine 1995 formulierte Auffassung, zitiert in einer Würdigung der National Academy of Sciences: „There are no races, there are only populations“ (Es gibt keine Rassen, es gibt nur Populationen).
Bereits 1973 hatte er in seiner Studie Cranial Variation in Man den Neandertalern aufgrund seiner Messungen bescheinigt, dass deren anatomischen Merkmale außerhalb der Variationsbreite des Homo sapiens liegen und sie folglich einer eigenen Art zugeschrieben werden können. Seine Daten ergaben ferner keine Hinweise darauf, dass es in Europa einen gleitenden Übergang von Neandertalern zum anatomisch modernen Menschen gegeben habe; sie widersprachen folglich der u. a. von Aleš Hrdlička 1927 formulierten und von anderen Forschern weiterhin erwogenen Hypothese einer „Neanderthal Phase of Man“. Und schließlich hatte Howells Befund, es gebe keine Anhaltspunkte für die Zergliederung der Menschheit in getrennte Rassen, eine Weiterung zur Folge: Er sah die Hypothese vom multiregionalen Ursprung des modernen Menschen als widerlegt an und wurde zu einem frühen Vertreter der später als Out-of-Africa-Theorie bekannt gewordenen Annahme, dass alle Menschen von gemeinsamen afrikanischen Vorfahren abstammen und sich die Art Homo sapiens, von Afrika ausgehend, über die gesamte Erde ausbreitete.
Neben seinen zahlreichen Fachveröffentlichungen war Howells Autor mehrerer populärwissenschaftlicher Bücher über die Evolution des Menschen, in denen er zugleich seine Stimme gegen die Rassentheorien von Carleton S. Coon erhob. Nach seiner Pensionierung als Professor im Jahr 1973 wurde er Direktor des Peabody Museum of Archaeology and Ethnology.
Er war u. a. Mitglied der American Anthropological Association, der American Association of Physical Anthropologists, der American Academy of Arts and Sciences und der National Academy of Sciences.

## Schriften (Auswahl)
- Cranial Variation in Man. A Study by Multivariate Analysis of Patterns of Differences Among Recent Human Populations. Papers of the Peabody Museum of Archeology and Ethnology, Band 67. Peabody Museum, Cambridge (MA) 1973.
- mit Harold Hotelling: Measurements and Correlations on Pelves of Indians of the Southwest. In: American Journal of Physical Anthropology. Band 21, Nr. 1, 1936, S. 91–106, doi:10.1002/ajpa.1330210128.

Buchveröffentlichungen
- Mankind so far. Doubleday & Co., New York 1944.
- The Heathens. Primitive Man and His Religions. Doubleday & Co., New York 1948.
- Back of History. The Story of our own Origins. Doubleday & Co., New York 1954.
- Mankind in the Making. The Story of Human Evolution. Doubleday & Co., New York 1959.
- Ideas on Human Evolution: Selected Essays, 1949–1961. Harvard University Press, Cambridge (MA) 1962.
- Evolution of the Genus Homo. Addison-Wesley, Reading (MA) 1973
- The Pacific Islanders. Weidenfeld and Nicolson, London 1973.
- Getting Here: The Story of Human Evolution. Compass Press, Washington (D.C.) 1993.

## Belege
1. 1 2 3 4   William White Howells. Würdigung durch die National Academy of Sciences der USA.
2. ↑  William W. Howells, Leading Anthropologist, Is Dead at 97. (Memento vom 29. Mai 2015 im Internet Archive) Erschienen am 30. Dezember 2005 in der New York Times.
3. ↑  Obituaries for Thu. December 22, 2005: William W. Howells. (Memento vom 4. März 2016 im Internet Archive)
4. ↑  Eintrag Howells, William White in: Bernard Wood (Hrsg.): Wiley-Blackwell Encyclopedia of Human Evolution. 2 Bände. Wiley-Blackwell, Chichester u. a. 2011, ISBN 978-1-4051-5510-6.
5. ↑  Book of Members 1780–present, Chapter H. (PDF; 1,3 MB) In: amacad.org. American Academy of Arts and Sciences, abgerufen am 4. August 2021 (englisch).

| Personendaten    | Personendaten                         |
| ---------------- | ------------------------------------- |
| NAME             | Howells, William W.                   |
| ALTERNATIVNAMEN  | Howells, William White; Howells, Bill |
| KURZBESCHREIBUNG | US-amerikanischer Anthropologe        |
| GEBURTSDATUM     | 27. November 1908                     |
| GEBURTSORT       | New York City                         |
| STERBEDATUM      | 20. Dezember 2005                     |
| STERBEORT        | Kittery Point, Maine                  |